# Timothy Good
Timothy Good (n. 1942, Londra) este un ufolog britanic. Este bun prieten cu ufologi importanți ca Nick Redfern, Nick Pope, Andy J. Roberts, Jenny Randles sau Georgina Bruni. De asemenea, el este violonist profesionist.

## Cărți
- en George Adamski, The Untold Story (cu Lou Zinsstag) (1983)
- Above Top Secret: The Worldwide UFO Cover-up (1987)
- Alien Liaison: The Ultimate Secret (1991)
- Beyond Top Secret: The Worldwide UFO Security Threat (1996)
- Alien Base: Earth's Encounters with Extraterrestrials (1998)
- Unearthly Disclosure: Conflicting Interests in the Control of Extraterrestrial Intelligence (2000)
- Need to Know: The Military and Intelligence Reports That Prove UFOs Exist (2006), altă denumire: Need to Know: UFOs, the Military and Intelligence (2006)
- Earth: An Alien Enterprise: The Shocking Truth Behind the Greatest Cover-Up in Human History (2013)[2][3]

### În română
- ro  Raport OZN 1992, Editura Zona, 1992
- ro  Ei sunt aici, Editura Zona, 1993
- ro  OZN - Top Secret, Editura Zona, 1995